# The Afterlove
The Afterlove —literalmente en español: después del amor— es el quinto álbum de estudio del cantante británico James Blunt, publicado por Atlantic Records el 24 de marzo de 2017.
Blunt ha trabajado para este álbum con los escritores Ed Sheeran, Ryan Tedder, Amy Wadge, Johnny McDaid, Stephan Moccio y MoZella.

## Lista de canciones
| N.º | Título                     | Escritor(es)                                                                                        | Producer(s)                                  | Duración |  |
| 1.  | «Love Me Better»           | James Blunt                                                                                         | Tedder                                       | 3:38     |  |
| 2.  | «Bartender»                | Blunt, Teddy Geiger, Steph Jones, Daniel Parker                                                     | Teddy Geiger, Daniel Parker                  | 3:13     |  |
| 3.  | «Lose My Number»           | Blunt, Tedder, Skelton                                                                              | Tedder, Skelton                              | 3:28     |  |
| 4.  | «Don't Give Me Those Eyes» | Blunt, Maureen McDonald, Stephan Moccio                                                             | Stephan Moccio                               | 4:04     |  |
| 5.  | «Someone Singing Along»    | Blunt, Steve Robson, Emily Warren                                                                   | Steve Robson                                 | 3:33     |  |
| 6.  | «California»               | Blunt, McDonald, Moccio                                                                             | Moccio, Jay Paul Bicknell (additional prod.) | 3:20     |  |
| 7.  | «Make Me Better»           | Blunt, Johnny McDaid, Ed Sheeran                                                                    | Sheeran                                      | 3:52     |  |
| 8.  | «Time of Our Lives»        | Blunt, Sheeran, Tedder                                                                              | Andrew DeRoberts, Tedder                     | 4:30     |  |
| 9.  | «Heartbeat»                | Blunt, Michael Daley, Harvey Mason, Adonis Shropshire, Michael Smith, Damon Thomas, Dewain Whitmore | Robson                                       | 3:21     |  |
| 10. | «Paradise»                 | Blunt, Amy Wadge                                                                                    | Martin Terefe                                | 3:32     |  |

Extended version bonus tracks
| Extended version bonus tracks |                   |                               |                |          |  |
| N.º                           | Título            | Escritor(es)                  | Producer(s)    | Duración |  |
| 11.                           | «Courtney's Song» | Blunt, McDaid                 | Terefe         | 4:26     |  |
| 12.                           | «2005»            | Blunt, Steve Mac, Wadge       | Terefe         | 4:05     |  |
| 13.                           | «Over»            | Blunt, Parker, John Geiger II | Geiger, Parker | 4:14     |  |

## Posicionamiento en lista
| Lista (2017)                      | Posiciones |
| --------------------------------- | ---------- |
| Australia (ARIA)                  | 7          |
| Austria (Ö3 Austria)              | 7          |
| Bélgica (Ultratop flamenca)       | 17         |
| Bélgica (Ultratop valona)         | 8          |
| Países Bajos (Album Top 100)      | 10         |
| Francia (SNEP)                    | 8          |
| Alemania (Offizielle Top 100)     | 6          |
| Hungría (MAHASZ)                  | 4          |
| Irlanda (IRMA)                    | 7          |
| Italia (FIMI)                     | 10         |
| Nueva Zelanda (Recorded Music NZ) | 13         |
| Spanish Albums (PROMUSICAE)       | 19         |
| Suiza (Schweizer Hitparade)       | 4          |
| Reino Unido (UK Albums Chart)     | 6          |
| Estados Unidos (Billboard 200)    | 177        |